# Lijst van beschermd erfgoed in Étalle
Onderstaande tabel geeft een overzicht van de beschermde erfgoederen in de gemeente Étalle. Het beschermd erfgoed maakt deel uit van het cultureel erfgoed in België.
| Object | Bouwjaar/architect | Deelgemeente | Adres                   | Coördinaten                   | Nummer?                | Afbeelding |
| --- | ------------------ | ------------ | ----------------------- | ----------------------------- | ---------------------- | --- |
| Oude versterkte uitwijkplaats en ruïnes van de overdekte hallen van de oude smederijen uit de 17e eeuw en het ensemble van de genoemde gebouwen en de directe omgeving van het voormalige Romeinse kamp |                    |              |                         | 49° 37' 51" NB, 5° 35' 42" OL | 85009-CLT-0001-01 Info | Oude versterkte uitwijkplaats en ruïnes van de overdekte hallen van de oude smederijen uit de 17e eeuw en het ensemble van de genoemde gebouwen en de directe omgeving van het voormalige Romeinse kamp |
| Kerk Saint-Martin |                    |              |                         | 49° 41' 59" NB, 5° 33' 40" OL | 85009-CLT-0002-01 Info | Kerk Saint-Martin |
| Wasplaats nabij de kerk Saint-Martin |                    |              | rue Saint-Martin        | 49° 41' 59" NB, 5° 33' 39" OL | 85009-CLT-0003-01 Info | |
| Pomp |                    |              | rue du Marais           | 49° 40' 18" NB, 5° 33' 53" OL | 85009-CLT-0004-01 Info | |
| Pomp |                    |              | Place Communale, Etalle | 49° 40' 26" NB, 5° 33' 50" OL | 85009-CLT-0005-01 Info | |
| Pomp |                    |              | chaussée Romaine        | 49° 40' 11" NB, 5° 33' 50" OL | 85009-CLT-0006-01 Info | |
| Wasplaats |                    |              | route de Mortinsart     | 49° 42' 15" NB, 5° 35' 7" OL  | 85009-CLT-0007-01 Info | |
| Linde nabij de kerk |                    |              | place Saint-Michel      | 49° 39' 11" NB, 5° 39' 4" OL  | 85009-CLT-0008-01 Info | Linde nabij de kerk |
| Laan met 36 lindebomen bij de uitgang van Chantemelle |                    |              |                         | 49° 38' 59" NB, 5° 39' 5" OL  | 85009-CLT-0009-01 Info | Laan met 36 lindebomen bij de uitgang van Chantemelle |
| Het oude wapen van de Semois |                    |              |                         | 49° 41' 17" NB, 5° 33' 5" OL  | 85009-CLT-0010-01 Info | |
| Moeras genaamd "du Landbrough" en omgeving |                    |              |                         | 49° 39' 17" NB, 5° 41' 1" OL  | 85009-CLT-0011-01 Info | |
| Ensemble van de archeologische site van Buzenol waaronder de oude ijzergieterij |                    |              |                         | 49° 37' 49" NB, 5° 35' 30" OL | 85009-PEX-0001-01 Info | Ensemble van de archeologische site van Buzenol waaronder de oude ijzergieterij |
| Moeras genaamd "du Landbrough" |                    |              |                         | 49° 39' 17" NB, 5° 41' 1" OL  | 85009-PEX-0002-01 Info | |